# Игнатий Яков III
Игнатий Яков III (12 октября 1913 — 26 июня 1980; араб. إغناطيوس يعقوب الثالث‎, сир. ܡܪܢ ܡܪܝ ܐܝܓܢܐܛܝܘܣ ܝܥܩܘܒ ܬܠܝܬܝܐ) — патриарх Сирийской яковитской церкви с 28 октября 1958 года по 26 июня 1980 года. Мар Игнатий Яков III получил образование в семинарии Мар Маттай, принял монашеский постриг в Хомсе. В 1933 году был направлен в Индию в качестве секретаря патриаршего легата, там же был рукоположен в диакона и священника. В 1950 году он стал епископом Бейрута и Дамаска, а в 1957 году был избран патриархом Антиохии и всего Востока. В период его патриаршества произошло воссоединение яковитской иерархии в Индии, а также создание двух новых епархий Сирийской церкви в Западной Европе. Мар Игнатий Яков III протестовал против израильской оккупации Иерусалима и выражал сожаление по поводу трагедии гражданской войны в Ливане (1975–1990). В 1979 году он посетил Великобританию и встречался с архиепископом Кентерберийским, также встречался с папами римскими Павлом VI и Иоанном Павлом II. Умер 26 июня 1980 года, похоронен в церкви святого Георгия в Дамаске.
Мар Игнатий Яков III является автором более 30 книг на арабском и сирийском языках на темы истории христианства, литургики и семитологии. Благодаря своей памяти и унаследованному от отца хорошему голосу он был одним из выдающихся знатоков сирийской церковной музыки, знал наизусть около 700  традиционных сирийских мелодий музыкальных школ Тагрита и Мардина.

## Биография
Родился 12 октября 1913 году вблизи Мосула в Ираке. В возрасте 6 лет осиротел, в 11 лет поступил в монастырь Сирийской яковитской церкви, где изучал богословие, сирийскую литературу, арабский и английский языки. В 1931 году переехал в Бейрут, где начал изучение французского языка и преподавание в сиро-яковитской школе сирийского языка и богословия. В 1933 году стал монахом и был направлен в Индию, где вскоре был рукоположен в диакона, а затем в священника и назначен ректором духовной семинарии имени святого Игнатия Сирийской церкви в Керале. В 1946 году вернулся в Ирак, где продолжил преподавание в сиро-яковитской семинарии святого Ефрема Сирина в Мосуле, участвовал в богослужениях и дискуссиях с сиро-католиками.
12 октября 1950 года патриархом Игнатием Ефремом I был рукоположен в митрополита Дамаска и Бейрута. В период его епископства в Дамаске были построены церковь святого Георгия и новая резиденция митрополита, а в Триполи церковь святого Ефрема, в Ливане были открыты детский дом и дом престарелых. После смерти патриарха Игнатия Ефрема I 28 октября 1958 года был избран патриархом Сиро-яковитской церкви. Став патриархом, Мар Игнатий Яков совершил ряд пастырских поездок (в т. ч. в Южную Америку) для ознакомления с положением общин Сирийской церкви. В 1959 году перенёс патриаршую резиденцию из Хомса в Дамаск. Поддерживал межцерковные связи, встречался с папой римским Павлом VI и константинопольским патриархом Афинагором. В 1971 году в Риме патриарх Игнатий Яков III и папа римский Павел VI подписали совместную декларацию. Данное соглашение стало основой для дальнейшего сближения между Сирийской и Католической церквями. Иерархи согласились в том, что нет никакой разницы в вере, которую они исповедуют относительно тайны Слова Божьего, ставшего плотью и ставшего по-настоящему человеком, даже если на протяжении веков возникали трудности из-за различных богословских выражений с помощью которых эта вера была выражена. 
Игнатий Яков III внёс большой вклад в урегулирование конфликта среди яковитов Индии. В 1958 году он издал «Послание о восстановлении отношений», а в 1964 году посетил Кералу и рукоположил митрополитом Востока Василия Евгения I. Умер 26 июня 1980 года, похоронен в церкви святого Георгия в Дамаске.

## Сочинения
Игнатий Яков III является автором более 30 книг на арабском и сирийском языках на темы истории христианства, литургики и семитологии: «Конкретные доказательства взаимообогащения сирийского и арабского языков» (1969), «Чудо времени, или Святой Ефрем Сирин, пророк сирийцев» (1974; о толковании святым Ефремом Библии), «История монастыря Мар-Маттай» (1975). Также Игнатий Яков составил серию трудов о богословах, почитаемых святыми в Сирийской яковитской церкви (Иакове Саругском, Иакове Барадее, Филоксене Маббугском). Изданы сборники его стихотворений на сирийском языке (1959) и проповедей (1975, 1994).
Мар Игнатий Яков III был одним из выдающихся знатоков сирийской церковной музыки. Он знал наизусть около 700  традиционных мелодий музыкальных школ Тагрита и Мардина, в т. ч. напевы, считавшиеся забытыми, и во время своего визита в США (1960) Игнатий Яков сделал их аудиозаписи, которые впоследствии получили широкое распространение.